# Tom Sharpe
Thomas Ridley Sharpe (Londen, 30 maart 1928 – Llafranc, 6 juni 2013) was een Brits auteur van satirische romans.
Sharpe werd geboren in Londen en verhuisde in 1951 naar Zuid-Afrika. Veel van zijn ervaringen uit dat land verwerkte hij in zijn romans. De apartheidspolitiek moest het ontgelden in de eerste satirisch getinte verhalen Riotous Assembly uit 1971 en Indecent Exposure uit 1973.
In 1961 keerde hij als docent aan de Universiteit van Cambridge terug naar Engeland. Het universiteitsleven werd onsterfelijk gemaakt in de Wilt-romans.
Naast satire was ook platte humor en seksisme (alles wel ten dienste van de satire) een gegeven. Fijnzinnigheid kan Sharpe niet worden verweten.
De boeken zijn in het Nederlands vertaald door Wiebe Buddingh'.